# Libresse
A Libresse az Essity márkái közé tartozó, menstruációs és intim higiéniai termékekre specializálódott svéd vállalat. A Libresse egy globális márka, amely számos ország piacán van jelen, különböző neveken (Bodyform, Nana, Nuvenia, Saba, Nosotras, Libresse, Libra).
Az Essityt (korábbi nevén SCA, a Libresse anyavállalata) 1929-ben alapította Ivar Krueger Svédországban papíralapú csomagolóanyagokat gyártó cégként. A vállalat mára egy globális higiéniai és egészségügyi cég, amely megközelítőleg 150 országban van jelen.

## Termékek
A Libresse termékcsaládon belül széles választékát találjuk a mindennapi és a menstruációs intim ápoláshoz szükséges eszközöknek, melybe beletartoznak az egészségügyi betétek, tisztasági betétek, nedves törlőkendők, menstruációs kelyhek és mosható menstruációs bugyik is.

## Marketing
Az elmúlt néhány évben a Libresse hírnévre tett szert tabudöntögető kampányával a női testtel és annak egészségével kapcsolatos témákban. A márka céljának megfelelően gyakran használ kreatív megoldásokat a szégyenérzet feloldására és a megbélyegzés megszüntetésére. Tekintettel arra, hogy ezek a kampányok feszegetik a határokat és intim pillanatokkal foglalkoznak, némelyik az induláskor rengeteg vitát váltott ki.

## Fordítás
- Ez a szócikk részben vagy egészben  a   Libresse című angol Wikipédia-szócikk ezen változatának fordításán alapul.  Az eredeti cikk szerkesztőit annak laptörténete sorolja fel. Ez a jelzés csupán a megfogalmazás eredetét és a szerzői jogokat jelzi, nem szolgál a cikkben szereplő információk forrásmegjelöléseként.